# Kościoły pacyfistyczne
Wyznania pacyfistyczne – wspólnoty lub grupy chrześcijańskie (głównie protestanckie i prawosławne), głoszące pacyfizm chrześcijański od początku swojego istnienia jako doktrynę wiary. Są to:
- Nurt protestancki:
  - amisze
  - bracia morawscy
  - bracia polscy
  - huteryci
  - Kościół Adwentystów Dnia Siódmego Ruch Reformacyjny
  - Kościół Reformowany Adwentystów Dnia Siódmego
  - kwakrzy
  - mennonici
  - sobotnicy
  - szejkersi
  - szwenkfeldyści
  - część Kościołów Chrystusowych
  - niektóre kościoły zielonoświątkowe i uświęceniowe
- Nurt prawosławny:
  - duchoborcy
  - mołokanie
- Nurt restoracjonistyczny
  - Mesjańskie Zbory Boże
  - Świadkowie Jehowy[a]

Głoszą one, że Jezus Chrystus zabronił przemocy a chrześcijanie powinni go naśladować. Najbardziej rygorystyczni (np. amisze) uważają, że używanie przemocy fizycznej jest niedopuszczalne nawet w obronie własnej i nie istnieje pojęcie „walki o słuszną sprawę". Niedopuszczalna jest też wszelka współpraca z wojskiem, np. jako personel pomocniczy, medyczny lub praca w przemyśle zbrojeniowym (bardziej umiarkowane wyznania, np. kwakrzy, zgadzają się na służbę zastępczą lub pomocniczą). Dla rygorystów nawet leczenie rannych żołnierzy stanowi pomaganie wojsku, a więc jest grzechem. Wszystkie wyznania pacyfistyczne uznają, że chrześcijanie nie mogą walczyć za jakiekolwiek państwo lub rząd.
Wyznania pacyfistyczne od początku istnienia były represjonowane w Europie, a ich wyznawcy zabijani, torturowani, a nawet sprzedawani jako niewolnicy. Masowo zmuszano ich do emigracji (głównie do Ameryki Północnej), gdzie obecnie mieszka największa liczba ich wyznawców. W Europie Kościoły pacyfistyczne praktycznie zanikły w wyniku prześladowań w XVII-XVIII w. Polska również uczestniczyła w tych represjach, skazując na banicję braci polskich w 1658.
Jednak również w Stanach Zjednoczonych wyznawców tych wyznań spotykały represje; byli więzieni i nawet torturowani za odmowę służby wojskowej, zwłaszcza podczas wojny secesyjnej i I wojny światowej. Dopiero w latach 30. XX wieku przyznano im prawo do takiej odmowy.
Wyznania pacyfistyczne przyczyniły się do uznania w Stanach Zjednoczonych prawnej możliwości zwolnienia z odbycia obowiązkowej służby wojskowej z powodów religijnych, a w stosunku do amiszów, huterytów i mennonitów – zwolnienia również z zastępczej służby wojskowej.
Z niezrozumieniem i wrogością spotykały się inicjatywy tych wyznań, aby organizować pomoc humanitarną dla obu stron konfliktu zbrojnego, np. kwakrzy i mennonici zorganizowali taką pomoc dla komunistycznego Wietnamu Północnego w latach 70. XX wieku, a współcześnie dla Kuby.
W latach 90. XX wieku kwakrzy, bracia morawscy i mennonici wspólnie zorganizowali Christian Peacemaker Teams – międzynarodową organizację, pracującą na rzecz eliminacji przemocy i niesprawiedliwości w rejonach skonfliktowanych. Jest to odpowiedź na zarzut, że wyznania pacyfistyczne to bezczynni idealiści, którzy przetrwali tylko dzięki sile armii Stanów Zjednoczonych.
W mniejszym stopniu propaguje pacyfizm: Społeczność Chrystusa a inaczej interpretują zagadnienie Świadkowie Jehowy.